# 미니스트리 오브 사운드

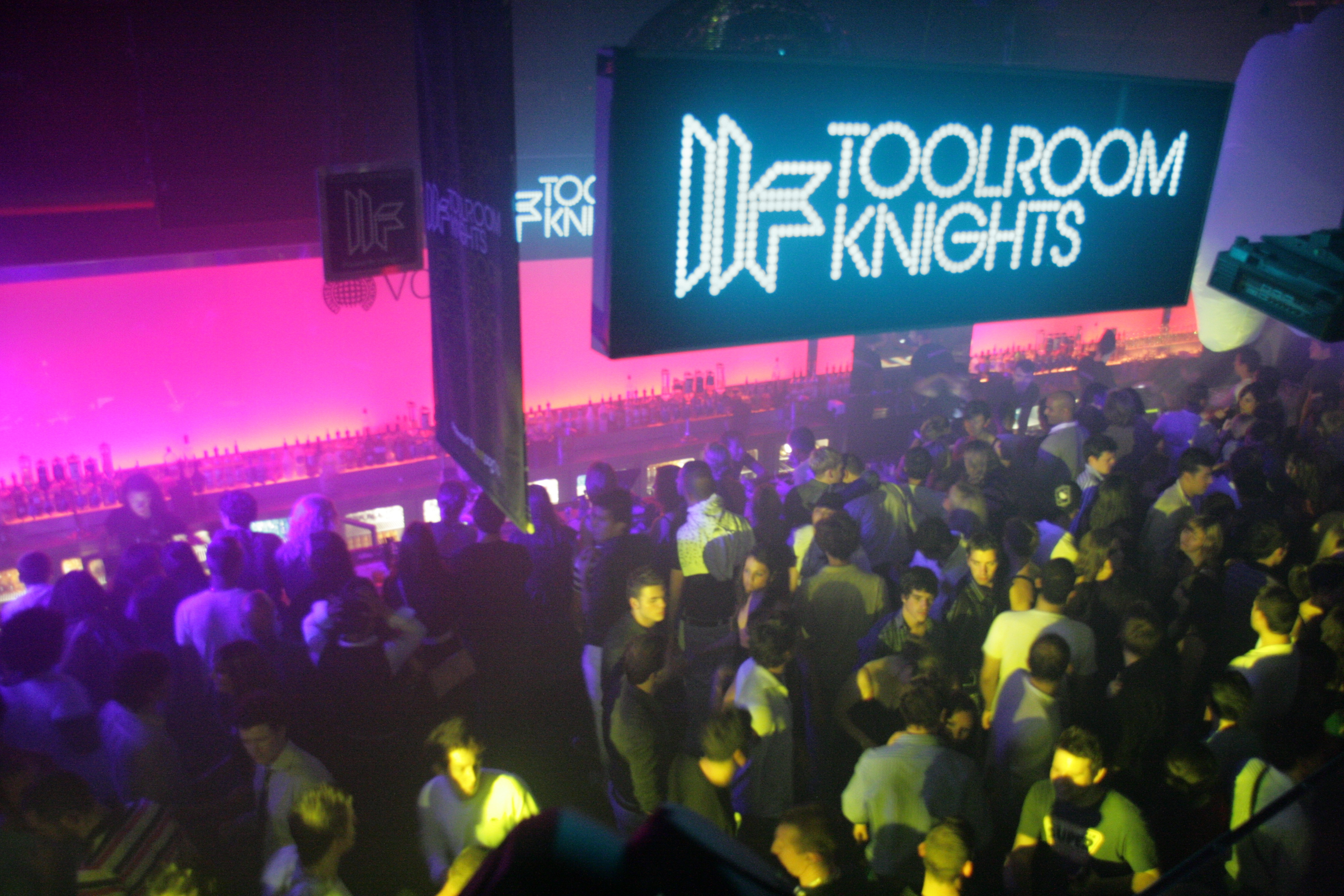
미니스트리 오브 사운드의 바 모습

미니스트리 오브 사운드(Ministry of Sound)는 잉글랜드 런던에 있는 클럽이다. 1992년 개점하였다. 2016년 8월 10일, 소니 뮤직 엔터테인먼트에 인수되어 소니 그룹의 일부가 되었다.
클럽으로 운영할 뿐만 아니라, 음반사로서도 컴필레이션 앨범을 다수 출시하였다. 또한, 타이완 타이베이시, 싱가포르, 모스크바 등 프랜차이즈 경영의 동명 클럽이 존재한다.